# Dieter Bartke
Dieter Bartke (* 5. Dezember 1954 in Duisburg; † 7. August 2002 in Düsseldorf) war ein deutscher Handballtorwart.
Dieter „Olli“ Bartke feierte seine ersten Erfolge mit dem OSC Rheinhausen, spielte später bei TUSEM Essen, ab 1980 bei Frisch Auf Göppingen, TuRU Düsseldorf und ab 1987 bei TSV Bayer Dormagen, wo er zuletzt zwischen 1993 und 1995 zusammen mit Andreas Thiel noch einmal das Torwart-Duo bildete. Sie galten als das beste Torwart-Duo der Liga.
Insgesamt kam er auf 312 Bundesligaeinsätze, bei denen er 181 Siebenmeter hielt, und absolvierte 23 Länderspiele für die deutsche Männer-Handballnationalmannschaft. Sein Länderspieldebüt gab er am 7. November 1976 in Eppelheim beim Spiel gegen die Nationalmannschaft der Tschechoslowakei. Zwischen 1976 und Oktober 1979 gehörte er nicht der Auswahl an. Nachdem er im Oktober 1980 im Fernsehen Kritik geäußert hatte, wurde Bartke von Bundestrainer Vlado Stenzel vorerst nicht mehr berücksichtigt, im Juni 1981 kehrte er in die Nationalmannschaft zurück.
Von herausragender Gestalt (er hatte eine Körperlänge von 2,16 m), war er ein volkstümliches Idol, der dem Handballsport auch nach seiner aktiven Zeit verbunden blieb. Bis zuletzt war er Jugendtrainer, auch noch lange, nachdem er am Multiplem Myelom erkrankt war. Nach seinem frühen Tod ehrte ihn sein letzter Verein am 17. September 2002 mit einem Benefizspiel zugunsten der Leukämie Liga e.V.